# Raas Xaafuun
Raas Xaafuun, (dawniej Przylądek Hafun; arab. Ras Hafun) – przylądek, stanowiący najbardziej wysunięty na wschód kraniec Afryki, znajduje się w północno-wschodniej Somalii, wychodzący około 40 km w głąb Oceanu Indyjskiego. Przylądek Hafun to wąski pas nagromadzonego piasku łączący stały ląd z niewielką wyspą, taka forma mierzei nazywana jest tombolo.
26 grudnia 2004 roku, w przylądek ten uderzyła fala tsunami, która powstała w wyniku trzęsienia ziemi na Oceanie Indyjskim. Obszar ten został wówczas uznany za najbardziej poszkodowany na terenie Afryki. Niemal wszystkie domostwa zostały zniszczone, ponad 100 osób poniosło śmierć.